# Regering-Calderón
De regering-Calderón regeerde Mexico van 2006 tot en met 2012, onder leiding van president Felipe Calderón. De personen aan het hoofd van de verschillende departementen heten in Mexico niet ministers maar secretarios ("secretarissen"). De regering-Calderón bestond uit de volgende personen:
- Minister van binnenlandse zaken (secretario de gobernación): Alejandro Poiré PAN
- Minister van buitenlandse zaken: Patricia Espinosa Cantellano onafhankelijk
- Minister van haciënda en publiek krediet (financiën): José Antonio Meade Kuribreña onafhankelijk
- Minister van landsverdediging: Guillermo Galván Galván militair
- Minister van marine: Mariano Francisco Saynez Mendoza militair
- Minister van economie: Bruno Ferrari García de Alba PAN
- Minister van sociale ontwikkeling: Heriberto Félix Guerra PAN
- Minister van publieke veiligheid: Genaro García Luna onafhankelijk
- Minister van communicatie en vervoer: Dionisio Pérez-Jácome Friscione onafh.
- Minister van arbeid en sociale zekerheid: Javier Lozano Alarcón PAN
- Minister van milieu en natuurlijke hulpbronnen: Juan Rafael Elvira Quezada PAN
- Minister van energie: Jordy Herrera Flores PAN
- Minister van landbouw, veeteelt, landelijke ontwikkeling, visserij en voeding: Francisco Mayorga Castañeda PAN
- Minister van openbaar onderwijs: Alonso Lujambio onafh.
- Minister van gezondheid: José Ángel Córdova Villalobos PAN
- Minister van toerisme: Gloria Guevara Manzo onafh.
- Minister van landbouwhervorming: Abelardo Escobar Prieto PAN
- Minister van openbare functie: Salvador Vega Casillas PAN
- Procureur-generaal van de republiek: Marisela Morales onafhankelijk
- Chef-staf van de president: Gerardo Ruiz Mateos PAN